# This Is Me... Now
This Is Me… Now — дев'ятий студійний альбом американської виконавиці Дженніфер Лопес, випущений 16 лютого 2024 року під лейблами Nuyorican Productions та BMG Rights Management, ставши її першим релізом у рамках цього партнерства. Записаний з травня по серпень 2022 року і завершений 29 червня 2023 року, альбом значною мірою натхненний відновленим романом між Лопес і Беном Аффлеком та їхнім подальшим шлюбом, з темами кохання та самозцілення. Це сиквел до третього студійного альбому Лопес This Is Me... Then (2002) і її перший студійний альбом майже за десятиліття, після A.K.A. (2014). Це перший альбом Лопес без участі реперів у стандартному виданні з часів J. Lo (2001). Чака Хан записала додатковий вокал для пісні «To Be Yours», а британська співачка та авторка пісень Raye є співавторкою і заспівала бек-вокал у «Dear Ben, Pt. II». Лопес додала реп-куплети до трьох пісень альбому та співпрацювала над написанням кожної з них, а основне продюсування здійснювали Рожет Чахаєд, Джефф Гітельман і Енджел Лопес.

## Список пісень
| Список пісень альбому This Is Me... Now | Список пісень альбому This Is Me... Now | Список пісень альбому This Is Me... Now |
| #                                       | Назва                                   | Тривалість                              |
| --------------------------------------- | --------------------------------------- | --------------------------------------- |
| 1.                                      | «This Is Me... Now»                     | 4:13                                    |
| 2.                                      | «To Be Yours»                           | 3:18                                    |
| 3.                                      | «Mad in Love»                           | 3:06                                    |
| 4.                                      | «Can't Get Enough»                      | 3:06                                    |
| 5.                                      | «Not. Going. Anywhere.»                 | 3:30                                    |
| 6.                                      | «Rebound»                               | 3:02                                    |
| 7.                                      | «Dear Ben, Pt. II»                      | 3:39                                    |
| 8.                                      | «Hummingbird»                           | 2:45                                    |
| 9.                                      | «Hearts and Flowers»                    | 4:10                                    |
| 10.                                     | «Broken Like Me»                        | 3:16                                    |
| 11.                                     | «This Time Around»                      | 3:55                                    |
| 12.                                     | «Midnight Trip to Vegas»                | 3:11                                    |
| 13.                                     | «Greatest Love Story Never Told»        | 3:07                                    |
| 44:24                                   |                                         |                                         |

| Цифрове делюкс видання | Цифрове делюкс видання                   | Цифрове делюкс видання |
| #                      | Назва                                    | Тривалість             |
| ---------------------- | ---------------------------------------- | ---------------------- |
| 14.                    | «Rebound»                                | 3:19                   |
| 15.                    | «Can't Get Enough»                       | 3:27                   |
| 16.                    | «Can't Get Enough» (Bruno Martini remix) | 2:49                   |
| 53:59                  |                                          |                        |

## Чарти
| Чарт (2024)                                  | Найвища позиція |
| -------------------------------------------- | --------------- |
| Australian Albums (ARIA)                     | 82              |
| Australian Hip Hop/R&B Albums (ARIA)         | 23              |
| Австрія Austrian Albums (Ö3 Austria)         | 6               |
| Бельгія Belgian Albums (Ultratop Flanders)   | 6               |
| Бельгія Belgian Albums (Ultratop Wallonia)   | 16              |
| Канада Canadian Albums (Billboard)           | 77              |
| Франція French Albums (SNEP)                 | 38              |
| Німеччина German Albums (Offizielle Top 100) | 8               |
| Hungarian Physical Albums (MAHASZ)           | 32              |
| Italian Albums (FIMI)                        | 37              |
| Португалія Portuguese Albums (AFP)           | 35              |
| Шотландія Scottish Albums (OCC)              | 14              |
| Іспанія Spanish Albums (PROMUSICAE)          | 20              |
| Швейцарія Swiss Albums (Schweizer Hitparade) | 17              |
| Велика Британія UK Albums (OCC)              | 55              |
| Велика Британія UK Independent Albums (OCC)  | 5               |
| Велика Британія UK R&B Albums (OCC)          | 1               |
| США Billboard 200                            | 38              |
| США Independent Albums (Billboard)           | 7               |
| США Top Tastemaker Albums (Billboard)        | 1               |